# Cardiff Bay
Cardiff Bay är en vik i Storbritannien.   Den ligger i kommunen Cardiff och riksdelen Wales, i den södra delen av landet, 210 km väster om huvudstaden London.